# ФК Макаби Хаифа
ФК Макаби Хаифа (מועדון הכדורגל מכבי חיפה) је израелски фудбалски клуб из Хаифе и најуспешнији клуб у земљи. Освојили су 14 шампионских титула, 6 купова, 4 суперкупа и 6 Тото купова. Клуб је основан 1913. године и такмичи се у Премијер лиги Израела.

## Историја

### Првих 70 година мрака (1913-1980)
Клуб је своју историју започео 1913. у лучком граду Хаифа. Првобитно је био мали непознати клуб, који је играо у нижим лигама, највише до друге лиге и то у великој сенци градског ривала Хапоела. У тим првим годинама клуб је био специфичан по нападачком фудбалу пуном кратких додавања и изражене технике играча. 1942. клуб је дошао до финала израелског купа, где га је са чак 12:1 победио Беитар из Тел Авива. То је највећи пораз у историји Макабија. 1962. победили су Макаби Тел Авив у финалу купа са 5:2. 1963. опет су у финалу, али су у градском дербију са Хапоелом поражени са 0:1.

### Осамдесете
Тек у 80-им клуб је стигао до елитне израелске лиге. У сезони 1983/84. под вођством тренера Шломо Шарфа изненађујуће су освојили титулу победивши Беитар из Јерусалимa и Хапоел из Тел Авива. Годину дана касније су одбранили наслов првака. 1986. наслов им је сумњиво преотео Хапоел Тел Авив међусобној утакмици. Стрелац јединог гола Гили Ландау, наводно, је био у пасивном офсајду због којег је гол требало да буде поништен. Но ни данас није сигурно је ли био у офсајду, због лоших видео-снимака са утакмице. 1988. Макаби је остварио своју највећу победу (10:0) против Макабија из Тел Авива. За крај сјајне деценије освојили су још једну титулу првака.

### Деведесете
И на почетку нове деценије Макаби се показао као клуб без премца у државној лиги освојивши дуплу круну. 1992. клуб је купио Јаков Шахар, који је постао и председник клуба и под његовим вођством клуб је био финансијски осигуран. Након освојеног купа 1993. клуб је у купу победнику купова поразио московски Торпедо са 3:1 и италијанску Парму са 1:0 дошавши до најбољих 16. Тада су у првенству рушили све рекорде, и такође освојили титулу са свих 48 утакмица без пораза. Тим Макабија из сезоне 1993/94., који је у првенству од могућих 117 освојио 95 бодова (уз 97 постигнутих голова у 39 утакмица) са тренером Жиром Спигелом сматра се једним од највећих у историји израелског фудбала.
1996. по одласку звезда Берковића и Ревива у веће клубове на запад, Макаби је играо нешто слабије. Почеле су убрзане смене тренера што је резултовало губитком првенстава. 1999. са чешким тренером Душаном Ухрином клуб се пласирао у четвртфинале купа победника купова, избацивши француски Пари Сен Жермен и аустријски Ријед.

### Лига шампиона
2002. Макаби је постао први израелски клуб који је успео да се пласира у групе Лиге шампиона. У групи су поразили грчки Олимпијакос и енглеског гиганта Манчестер јунајтед. Освојили су 7 бодова и завршили као трећи у групи, што им је омогућило наставак такмичења у УЕФА купу. Сезоне 2003/04. опет су били прваци иако доста тешко, и уз неуверљиву игру. У сезони 2008/09. Макаби осваја нову титулу првака чиме обезбеђује учествовање у квалификацијама за Лигу шампиона. У квалификацијама за Лигу шампиона у сезони 2009/10. Макаби побеђује Гленторан онда Актобе и на крају је успео да савлада Ред бул Салцбург у плеј-офу и тако се по други пут у историји пласира у групе Лиге шампиона. Жребом је додељена у групу А заједно са Бајерн Минхеном, Јувентусом и Бордом.

## Највећи успеси
- Израелска Премијер лига
  - Првак (14) : 1983/84, 1984/85, 1988/89, 1990/91, 1993/94, 2000/01, 2001/02, 2003/04, 2004/05, 2005/06, 2008/09, 2010/11, 2020/21, 2021/22.
  - Вицепрвак (9) : 1985/86, 1994/95, 1995/96, 1999/00, 2002/03, 2009/10, 2012/13, 2018/19, 2019/20.
- Друга лига Израела
  - Првак (4) : 1944/45, 1946/47, 1965/66, 1974/75.
- Куп Израела
  - Победник (6) : 1962, 1991, 1993, 1995, 1998, 2016.
  - Финалиста (10) : 1942, 1963, 1971, 1985, 1987, 1989, 2002, 2009, 2011, 2012.
- Суперкуп Израела
  - Победник (4) : 1962, 1985, 1989, 2021.
- Тото куп
  - Победник (5) : 1994, 2002, 2006, 2008, 2022.

## Некадашњи играчи
| - Ненад Пралија - Дијего Кроса - Валид Бадир - Алон Хазан - Идан Тал - Рафаел Олара - Виктор Чанов - Данте Лопез - Хаим Ревиво - Рони Леви - Тал Банин |  | - Васили Иванов - Реувен Атар - Ави Ран |

## Резултати у првој лиги
Макаби Хаифа је провео 48 сезона у националној првој лиги, завршавајући на овим позицијама:
| 1. | 11 | 9.  | 4 |
| 2. | 5  | 10. | 1 |
| 3. | 5  | 11. | 1 |
| 4. | 3  | 12. | 1 |
| 5. | 8  | 13. | 1 |
| 6. | 2  | 14. | 0 |
| 7. | 3  | 15. | 2 |
| 8. | 1  | 16. | 1 |

## Макаби Хаифа у европским такмичењима
Од 23. августа 2022.
| Сезона  | Такмичење            | Коло         |                               | Клуб                     | Домаћин | Гост   |
| ------- | -------------------- | ------------ | ----------------------------- | ------------------------ | ------- | ------ |
| 1993/94 | Куп победника купова | кв.          | Луксембург                    | Ф91 Дуделанж             | 6-1     | 1-0    |
|         |                      | 1 коло       | Русија                        | ФК Торпедо Москва        | 3-1     | 0-1    |
|         |                      | 2 коло       | Италија                       | ФК Парма                 | 0-1     | 1-0    |
| 1994/95 | Лига шампиона        | кв.          | Аустрија                      | ФК Аустрија Салцбург     | 1-2     | 1-3    |
| 1995/96 | Куп победника купова | кв.          | Фарска Острва                 | ФК Клаксвик              | 4-0     | 2-3    |
|         |                      | 1 коло       | Португалија                   | ФК Спортинг              | 0-0     | 0-4    |
| 1996/97 | УЕФА Куп             | 1 коло кв.   | Савезна Република Југославија | ФК Партизан              | 0-1     | 1-3    |
| 1998/99 | Куп победника купова | кв.          | Северна Ирска                 | ФК Гленторан             | 2-1     | 1-0    |
|         |                      | 1 коло       | Француска                     | ФК Пари Сен Жермен       | 3-2     | 1-1    |
|         |                      | 2 коло       | Аустрија                      | ФК Ријед                 | 4-1     | 1-2    |
|         |                      | Четвртфинале | Русија                        | ФК Локомотива Москва     | 0-1     | 0-3    |
| 2000/01 | УЕФА Куп             | 1 коло кв.   | Белорусија                    | ФК Славија-Мозур         | 0-0     | 1-1    |
|         |                      | 1 коло       | Холандија                     | ФК Витесе                | 2-1     | 0-3    |
| 2001/02 | Лига шампиона        | 2 коло кв.   | Финска                        | ФК Хака                  | 0-3*    | 1-0    |
| 2002/03 | Лига шампиона        | 2 коло кв.   | Белорусија                    | ФК Белшина Бабрујск      | 4-0     | 1-0    |
|         |                      | 3 коло кв.   | Аустрија                      | ФК Штурм Грац            | 2-0     | 3-3    |
|         |                      | Група Ф      | Енглеска                      | ФК Манчестер јунајтед    | 3-0     | 2-5    |
|         |                      | Група Ф      | Њемачка                       | ФК Бајер Леверкузен      | 0-2     | 1-2    |
|         |                      | Група Ф      | Грчка                         | ФК Олимпијакос           | 3-0     | 3-3    |
| 2002/03 | УЕФА Куп             | 3 коло кв.   | Грчка                         | ФК АЕК Атина             | 1-4     | 0-4    |
| 2003/04 | УЕФА Куп             | кв.          | Велс                          | ФК Цвимбран Таун         | 3-0     | 3-0    |
|         |                      | 1 коло       | Словенија                     | НК Цеље                  | 2-1     | 2-2    |
|         |                      | 2 коло       | Шпанија                       | ФК Валенсија             | 0-4     | 0-0    |
| 2004/05 | Лига шампиона        | 3 коло кв.   | Норвешка                      | ФК Розенборг             | 2-3     | 1-2    |
| 2004/05 | УЕФА Куп             | 1 коло       | Украјина                      | ФК Дњепро Дњепропетровск | 1-0     | 0-2    |
| 2005/06 | Лига шампиона        | 2 коло кв.   | Шведска                       | ФК Малме                 | 2-2     | 2-3    |
| 2006/07 | Лига шампиона        | 3 коло кв.   | Енглеска                      | ФК Ливерпул              | 1-1     | 1-2    |
| 2006/07 | УЕФА Куп             | 1 коло       | Бугарска                      | ФК Литекс                | 1-1     | 3-1    |
|         |                      | Група А      | Француска                     | ФК Оксер                 | 3-1     |        |
|         |                      | Група А      | Шкотска                       | ФК Ренџерс               |         | 0-2    |
|         |                      | Група А      | Србија                        | ФК Партизан              | 1-0     |        |
|         |                      | Група А      | Италија                       | ФК Ливорно               |         | 1-1    |
|         |                      | Последњих 32 | Русија                        | ФК ЦСКА Москва           | 1-0     | 0-0    |
|         |                      | Последњих 16 | Шпанија                       | ФК Еспањол               | 0-0     | 0-4    |
| 2009/10 | Лига шампиона        | 2 коло кв.   | Северна Ирска                 | ФК Гленторан             | 6-0     | 4-0    |
|         |                      | 3 коло кв.   | Казахстан                     | ФК Актобе                | 4-3     | 0-0    |
|         |                      | Плеј-оф      | Аустрија                      | ФК Ред бул Салцбург      | 3-0     | 2-1    |
|         |                      | Група А      | Њемачка                       | ФК Бајерн Минхен         | 0–3     | 0-1    |
|         |                      | Група А      | Француска                     | ФК Бордо                 | 0-1     | 0-1    |
|         |                      | Група А      | Италија                       | ФК Јувентус              | 0-1     | 0-1    |
| 2010/11 | Лига Европе          | 3 коло кв.   | Белорусија                    | ФК Динамо Минск          | 1-0     | 1-3    |
| 2011/12 | Лига шампиона        | 2 коло кв.   | Босна и Херцеговина           | ФК Борац Бања Лука       | 5-1     | 2-3    |
|         |                      | 3 коло кв.   | Словенија                     | ФК Марибор               | 2-1     | 1-1    |
|         |                      | Плеј-оф      | Белгија                       | ФК Генк                  | 2-1     | 1-1    |
| 2011/12 | Лига Европе          | Група Ј      | Кипар                         | ФК АЕК Ларнака           | 1-0     | 1-2    |
|         |                      | Група Ј      | Њемачка                       | ФК Шалке 04              | 1-3     | 0-3    |
|         |                      | Група Ј      | Румунија                      | ФК Стеауа Букурешт       | 5-0     | 2-4    |
| 2013/14 | Лига Европе          | 2 коло кв.   | Азербејџан                    | ФК Хазар Ленкоран        | 2-0     | 8-0    |
|         |                      | 3 коло кв.   | Летонија                      | ФК Вентспилс             | 0-0     | 3-0    |
|         |                      | Плеј-оф      | Румунија                      | ФК Астра Ђурђу           | 2-0     | 1-1    |
|         |                      | Група Л      | Холандија                     | ФК АЗ Алкмар             | 0-1     | 0-2    |
|         |                      | Група Л      | Казахстан                     | ФК Шахтјор Караганди     | 2-2     | 2-3    |
|         |                      | Група Л      | Грчка                         | ФК ПАОК                  | 2-3     | 0-0    |
| 2016/17 | Лига Европе          | 2 коло кв.   | Естонија                      | ФК Номе Каљу             | 1-1     | 1-1(п) |
| 2019/20 | Лига Европе          | 1 коло кв.   | Словенија                     | ФК Мура                  | 2-0     | 3-2    |
|         |                      | 2 коло кв.   | Француска                     | ФК Стразбур              | 2-1     | 1-3    |
| 2020/21 | Лига Европе          | 1 коло кв.   | Босна и Херцеговина           | ФК Жељезничар Сарајево   | 3-1     | —      |
|         |                      | 2 коло кв.   | Казахстан                     | ФК Каират                | 2-1     | —      |
|         |                      | 3 коло кв.   | Русија                        | ФК Ростов                | —       | 2-1    |
|         |                      | Плеј-оф      | Енглеска                      | ФК Тотенхем хотспер      | —       | 2-7    |
| 2021/22 | Лига шампиона        | 1 коло кв.   | Казахстан                     | ФК Каират                | 1-1     | 0-2    |
| 2021/22 | Лига конференције    | 2 коло кв.   | Грузија                       | ФК Динамо Тбилиси        | 5-1     | 2-1    |
|         |                      | 3 коло кв.   | Фарска Острва                 | ФК ХБ Торсхавн           | 7-2     | 0-1    |
|         |                      | Плеј-оф      | Азербејџан                    | ФК Нефчи Баку            | 4-0     | 3-3    |
|         |                      | Група Е      | Холандија                     | ФК Фејенорд              | 0-0     | 1-2    |
|         |                      | Група Е      | Њемачка                       | ФК Унион Берлин          | 0-1     | 0-3    |
|         |                      | Група Е      | Чешка                         | ФК Славија Праг          | 1-0     | 0-1    |
| 2022/23 | Лига шампиона        | 2 коло кв.   | Грчка                         | ФК Олимпијакос           | 1-1     | 4-0    |
|         |                      | 3 коло кв.   | Кипар                         | ФК Аполон Лимасол        | 4-0     | 0-2    |
|         |                      | Плеј-оф      | Србија                        | ФК Црвена звезда         | 3-2     | 2-2    |
|         |                      | Група Х      | Француска                     | Париз Сен Жермен         |         |        |
|         |                      | Група Х      | Италија                       | Јувентус                 |         |        |
|         |                      | Група Х      | Португалија                   | Бенфика                  |         |        |